# Ueda Toshiko

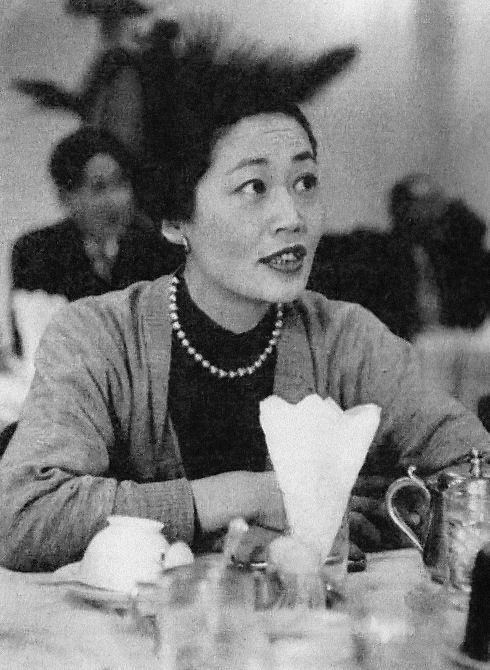
Ueda Toshiko im Jahr 1956

Ueda Toshiko (jap. 上田 としこ, auch: 上田 とし子 und 上田 トシコ, eigentlich: 上田 俊子; * 14. August 1917 in der Präfektur Tokio; † 7. März 2008) war eine japanische Manga-Zeichnerin.

## Biografie
Ihre frühe Kindheit verbrachte Ueda in der Mandschurei, wo sie sich während des Zweiten Weltkrieges erneut für einige Zeit aufhielt. Nachdem sie eine höhere Mädchenschule absolviert hatte, ging sie 1935 bei dem Comiczeichner und Maler Matsumoto Katsuji (松本 かつぢ, 1904–1986) in eine Lehre. In Mädchenzeitschriften wie Shōjo Romance (少女ロマンス), Jogakusei no Tomo (女学生の友), Shōjo (少女) und Shōjo Book (少女ブック, shōjo bukku) veröffentlichte sie ab Anfang der 1950er Jahre Karikaturen und Comics. Damit war sie eine der ersten professionell tätigen weiblichen Mangaka und eine der ersten Zeichnerinnen von Shōjo-Manga. Ueda war als eine der ersten für das Manga-Magazin Ribon tätig. In diesem erschien von 1955 bis 1961 ihr Comic Bonko-chan. Eines ihrer bekanntesten Werke kreierte sie für die Zeitschrift Shōjo Club (少女クラブ, shōjo kurabu) von 1957 bis 1963 mit Fuichin-san. In diesem Manga, der 2004 auch als Anime-Film umgesetzt wurde, verarbeitete sie ihre Kindheit in der Mandschurei. Für Bonko-chan und Fuichin-san wurde sie 1960 mit dem Shōgakukan-Manga-Preis ausgezeichnet. Von 1973 bis zu ihrem Tod 2008 arbeitete sie für die Zeitschrift Ashita no Tomo (明日の友) an der Manga-Serie Ako baachan. Dieses Werk brachte ihr 1989 den Preis der Vereinigung japanischer Comiczeichner ein, den sie 2003 für ihr Lebenswerk erneut erhielt.

## Werke
- Boku-chan (ぼくちゃん), 1951–1958
- Bonko-chan (ぼんこちゃん), 1955–1961
- Fuichin-san (フイチンさん), 1957–1963
- Ohatsu-chan (お初ちゃん), 1958–1969
- Ako baachan (あこバアチャン), 1973–2008